# Route 111 (Nouveau-Brunswick)
Pour les articles homonymes, voir Route 111.
La route 111 est une route secondaire du Nouveau-Brunswick située à l'est de Saint-Jean, dans le sud-ouest de la province. Elle parcourt un total de 91 km (57 mi) entre Rothesay, près de Saint-Jean, et Sussex via Saint-Martins. Elle sert aussi de lien principal entre Saint-Jean et l'aéroport de la ville. 

## Description du tracé

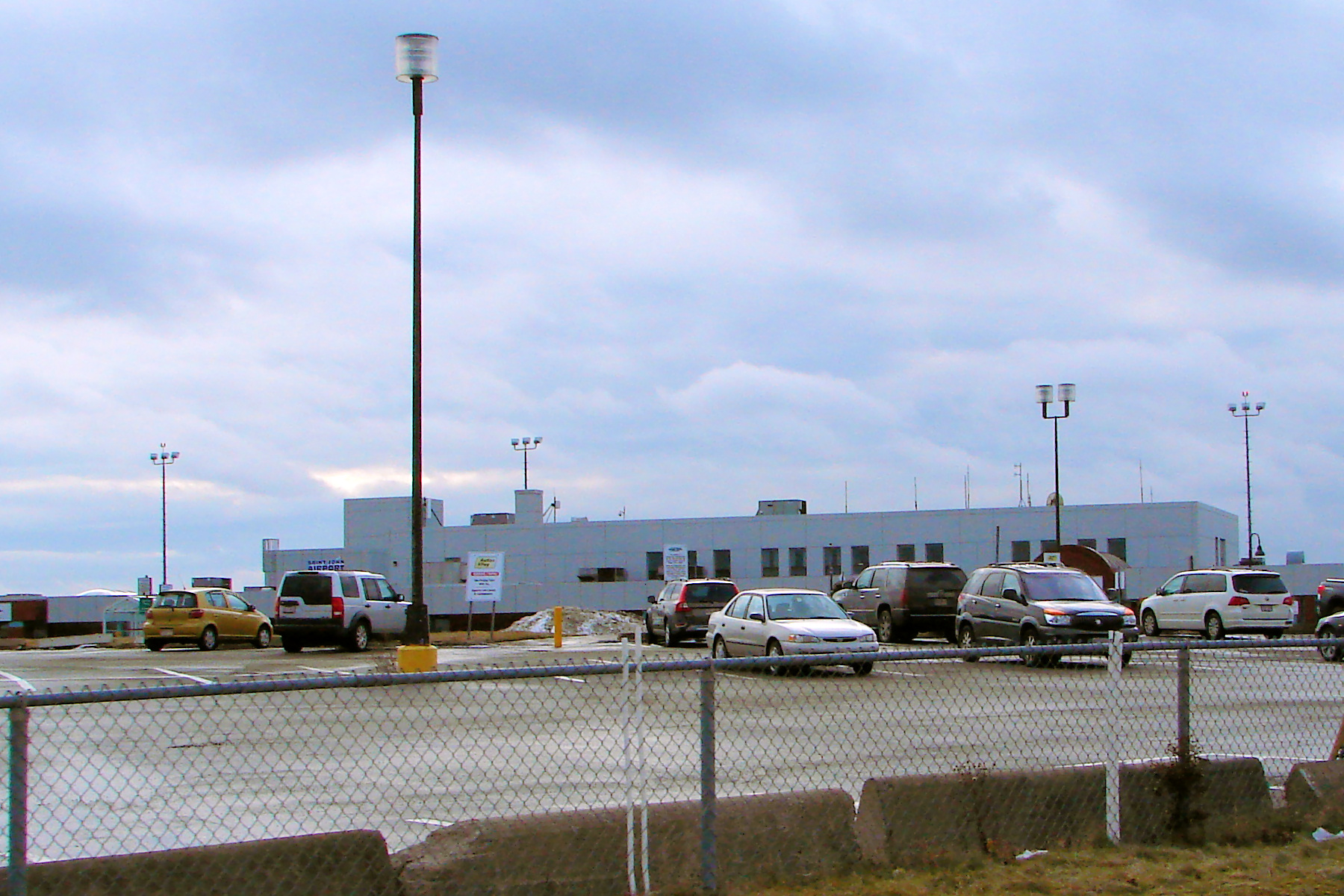
L'aéroport de Saint-Jean, accessible via la route 111.

La route 111 débute 15 km (9 mi) au nord-est du centre-ville de Saint Jean, plus précisément à Rothesay, à la sortie 137 de la route 1. La route 111 se dirige d'abord vers le sud-est sur 12 km (7,5 mi) jusqu'à la hauteur de l'Aéroport de Saint-Jean, où elle bifurque vers l'est pour passer près du Lac Lommond. Elle continue de se diriger vers l'est pendant 25 km (16 mi) en se rapprochant de plus en plus de la côte de la baie de Fundy. À West Quaco, la route bifurque vers le nord-ouest jusqu'à Upperton, où elle se dirige vers le nord-est jusqu'à Sussex Corner. À Sussex Corner, elle croise la route 121, où elle bifurque vers l'est avant de se terminer à la sortie 198 de la route 1, 6 km (3,7 mi) à l'est de Sussex. 

## Histoire
La route 111 fut numérotée ainsi en 1965, suivant le tracé de l'ancienne route 29. Avant la construction du connecteur de l'Aéroport de Saint-Jean en 1991, la 111 continuait sur la route Loch Lomond jusque dans le centre-ville de Saint Jean. Elle fut aussi prolongée vers le nord jusqu'à Sussex Corner pour rejoindre l'ancienne route transcanadienne, faisant aujourd'hui partie de la route 1. 

## Intersections majeures
| Comté                                   | Ville         | km    | Destinations                                                    | Notes                                                                                |
| --------------------------------------- | ------------- | ----- | --------------------------------------------------------------- | ------------------------------------------------------------------------------------ |
| Kings                                   | Rothesay      | 0,00  | NB-1 – Quispamsis, Sussex, Saint-Jean                           | Sortie 137 de la NB-1                                                                |
| Kings                                   | Rothesay      | 2,20  | NB-860 est (Chemin French Village) / Chemin Golden Grove        | Échangeur; sortie direction est, entrée direction ouest; terminus ouest de la NB-860 |
| Kings                                   | Rothesay      | 3,80  | Chemin Golden Grove vers NB-860 (Chemin French Village)         | Échangeur; sortie direction ouest, entrée direction est                              |
| Saint-Jean                              | Loch Lomond   | 11,60 | NB-820 nord – Upham                                             | Terminus sud de la NB-820                                                            |
| Saint-Jean                              | Loch Lomond   | 12,00 | NB-825 est – Garnett Settlement, Gardner Creek                  | Terminus ouest de la NB-825                                                          |
| Saint-Jean                              | Fairfield     | 27,40 | NB-825 ouest – Gardner Creek                                    | Terminus est de la NB-825                                                            |
| Kings                                   | Upperton      | 58,20 | NB-820 ouest – Upham, Hampton                                   | Terminus est de la NB-820                                                            |
| Kings                                   | Hillsdale     | 65,10 | NB-865 nord – Norton                                            | Terminus sud de la NB-865                                                            |
| Kings                                   | Sussex Corner | 87,80 | NB-121 vers NB-1 ouest – Sussex                                 |                                                                                      |
| Kings                                   | Sussex Corner | 91,70 | NB-1 – Moncton, Fredericton, Saint-Jean NB-114 est – Penobsquis | La NB-111 est devient la NB-114 est; sortie 198 de la NB-1                           |
| - Accès incomplet - Transition de route |               |       |                                                                 |                                                                                      |